# Ак-Юл
Ак-Юл (тат. Акъюл, Иштирәк) — деревня в Ютазинском районе Республики Татарстан Российской Федерации. Входит в состав Дым-Тамакского сельского поселения.

## Название
Топоним произошел от татарских слов «ак» (белый, чистый) и «юл» (дорога, путь).

## География
Деревня находится в 14 километрах к западу от посёлка городского типа Уруссу. 

## История
Деревня основана в 1920-х годах. Входила в состав Байрякинской волости Бугульминского кантона ТАССР. С 10 августа 1930 года в Бавлинском, с 10 февраля 1935 года в Ютазинском, с 1 февраля 1963 года в Бугульминском, с 12 января 1965 года в Бавлинском, с 6 апреля 1991 года в Ютазинском районах.

## Население
| 1927 | 1938 | 1949 | 1958 | 1970 | 1979 | 1989 | 2000 | 2010 |
| ---- | ---- | ---- | ---- | ---- | ---- | ---- | ---- | ---- |
| 140  | 115  | 124  | 88   | 80   | 52   | 40   | 39   | 24   |